# 土屋英直
土屋 英直（つちや ひでなお）は、常陸土浦藩の第7代藩主。
明和6年（1769年）11月29日、第4代藩主土屋篤直の三男として生まれる。寛政2年（1790年）に同母兄で第6代藩主の泰直が死去したため、その養子として家督を継ぎ、11月27日に従五位下・但馬守に叙位・任官する。
内桜田御門番、紅葉山火の番、西の丸大手御門番などを歴任した。寛政3年（1791年）には12か条の触れを出して経費節減や貯蓄を呼びかけ、また人口増加対策として困窮者に対する子供への養育米などを支給するなど、積極的な藩政改革を推し進めた。寛政11年（1799年）8月には稽古所（藩校・郁文館の前身）を設置し、学問を奨励した。自らも和歌に優れた文化人だったといわれる。
享和3年（1803年）8月12日に死去した。享年35。跡を長男の寛直が継いだ。

## 系譜
父母
- 土屋篤直（実父）
- 豊田定愛の妹 - 側室（実母）
- 土屋泰直（養父）

正室、継室
- 定子 - 阿部正倫の娘（正室）
- 伊達重村の娘（継室）

子女
- 直子
- 土屋寛直（長男）生母は継室
- 土屋雄之助
- 充子 - 土屋彦直正室、土屋寛直の養女
- 堀直央継室
- 土井利謙継室